# Haynesville
|  | Per a altres significats, vegeu «Haynesville (Maine)». |

Haynesville és una població dels Estats Units a l'estat de Louisiana. Segons el cens del 2000 tenia 2.679 habitants.

## Demografia
Segons el cens del 2000, Haynesville tenia 2.679 habitants, 1.087 habitatges, i 709 famílies. La densitat de població era de 210,7 habitants/km².
Dels 1.087 habitatges en un 30% hi vivien nens de menys de 18 anys, en un 42% hi vivien parelles casades, en un 19,5% dones solteres, i en un 34,7% no eren unitats familiars. En el 33,5% dels habitatges hi vivien persones soles el 18,8% de les quals corresponia a persones de 65 anys o més que vivien soles. El nombre mitjà de persones vivint en cada habitatge era de 2,41 i el nombre mitjà de persones que vivien en cada família era de 3,07.
Per edats la població es repartia de la següent manera: un 27,3% tenia menys de 18 anys, un 7,2% entre 18 i 24, un 23,7% entre 25 i 44, un 19,7% de 45 a 60 i un 22,1% 65 anys o més.
L'edat mediana era de 38 anys. Per cada 100 dones de 18 o més anys hi havia 75,9 homes.
La renda mediana per habitatge era de 20.406 $ i la renda mediana per família de 28.295 $. Els homes tenien una renda mediana de 29.375 $ mentre que les dones 20.278 $. La renda per capita de la població era de 16.163 $. Entorn del 23,8% de les famílies i el 27,8% de la població estaven per davall del llindar de pobresa.

## Poblacions properes
El següent diagrama mostra les poblacions més properes.